# Episodi di Constantine
La prima ed unica stagione della serie televisiva Constantine è stata trasmessa in prima visione assoluta negli Stati Uniti d'America da NBC dal 24 ottobre 2014 al 13 febbraio 2015.
In Italia la serie è stata trasmessa dal 23 settembre 2015 al 28 ottobre 2015 sul canale a pagamento del digitale terrestre Premium Action. Per un problema tecnico il terzo episodio è stato saltato ed  è stato trasmesso il 13 ottobre 2015. Per errore è stato trasmesso l'episodio 5 in anticipo di una settimana, poi nuovamente replicato il 7 ottobre. In chiaro è stata trasmessa per la prima volta dal 22 aprile al 3 giugno 2016 su Italia 1.
| nº | Titolo originale                       | Titolo italiano                               | Prima TV USA     | Prima TV Italia   |
| -- | -------------------------------------- | --------------------------------------------- | ---------------- | ----------------- |
| 1  | Non Est Asylum                         | L'inferno contro Constantine                  | 24 ottobre 2014  | 23 settembre 2015 |
| 2  | The Darkness Beneath                   | Gli spiriti della miniera                     | 31 ottobre 2014  | 23 settembre 2015 |
| 3  | The Devil's Vinyl                      | Il Disco del Diavolo                          | 7 novembre 2014  | 13 ottobre 2015   |
| 4  | A Feast of Friends                     | Fame                                          | 14 novembre 2014 | 30 settembre 2015 |
| 5  | Danse Vaudou                           | Rito Vudù                                     | 21 novembre 2014 | 30 settembre 2015 |
| 6  | Rage of Caliban                        | Lo spirito bambino                            | 28 novembre 2014 | 7 ottobre 2015    |
| 7  | Blessed are the Damned                 | Un angelo caduto                              | 5 dicembre 2014  | 14 ottobre 2015   |
| 8  | The Saint of Last Resorts - Part 1 & 2 | Salvare gli innocenti (prima e seconda parte) | 12 dicembre 2014 | 14 ottobre 2015   |
| 9  | The Saint of Last Resorts - Part 1 & 2 | Salvare gli innocenti (prima e seconda parte) | 16 gennaio 2015  | 21 ottobre 2015   |
| 10 | Quid Pro Quo                           | Protezione                                    | 23 gennaio 2015  | 21 ottobre 2015   |
| 11 | A Whole World Out There                | Mondi paralleli                               | 30 gennaio 2015  | 28 ottobre 2015   |
| 12 | Angels and Ministers of Grace          | Il diamante nero                              | 6 febbraio 2015  | 28 ottobre 2015   |
| 13 | Waiting for the Man                    | Matrimonio con il diavolo                     | 13 febbraio 2015 |                   |